# Real de Valencia

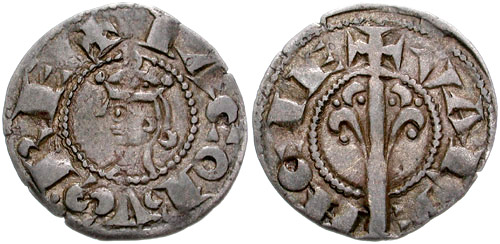
Real valenciano de Jaime I.

El real de Valencia es una moneda histórica del Reino de Valencia. La denominación fue ordenada por Jaime I.
En Valencia se había acuñado moneda en otros momentos históricos, si bien esta, que se encontraba recogida ya en los Fueros del reino desde 1239, es seguramente más emblemática y que más tiempo ha estado en circulación como moneda propia.
Originariamente (en época cristiana) las transacciones comerciales se realizaron en "moneda jaquesa", la propia del reino de Aragón, si bien también circuló en cantidades no significativas, moneda melgaresa y tornesa (de Francia), del condado de Barcelona, del reino de Castilla, genovesas y mazmudinas musulmanas.
La moneda que originariamente se reguló en la "Costum" no llegó a acuñarse, pero diez años después de la conquista, Jaime I consiguió la moneda que quería tener para todo el reino de Valencia, disponiendo que se acuñase.
Las primeras monedas tenían el siguiente diseño:

hicimos cocer una moneda con el signo de la cruz sobre flores y el nombre del reino de Valencia, con mi nombre y efigie.
Jaime I

...establece que la ley sea  de tres dineros de argento en once dineros y óbolo, lo que la convierte en "ternal" aproximadamente, debiendo salir de una marca hasta dieciocho sueldos, o sea, doscientas dieciseis piezas.

La primera acuñación está datada en 1247.
La transición a la nueva moneda se estableció en 40 días, prohibiendo la extracción de otras monedas en cualquier material (oro, plata o vellón).
| 16 melgareses               | 12 reals de Valencia             |
| 1 denario de plata          | 3 dineros de reals (36 reals)    |
| 15 dineros de Jaca          | 12 dineros de reals (144 reals)  |
| 15 torneses                 | 12 reals                         |
| 18 barceloneses             | 12 reals de Valencia             |
| 1 morabatino alfonsí        | 6 sueldos de reals (72 reals)    |
| 1 mazmudina luzif           | 4 sueldos (48 reals)             |
| 1 mazmudina contrahecha     | 3 sueldos y 6 dineros (42 reals) |
| 2 genoveses                 | 1 dinero de reals (12 reals)     |
| 2 reales de Marsella        | 1 dinero de reals (12 reals)     |
| 1 genovés grueso de argento | 3 reals                          |
| 1 marca de argento          | 28 sueldos (336 reals)           |

En el mismo documento en el que se estableció la paridad entre monedas, se reguló el tipo de interés para préstamos, equivalente a un 1'66% mensual, añadiendo el 25 de febrero de 1241 un tope anual del 16'6%, siendo el mismo para moros, cristianos y judíos.